# Rudolf Tonković
Rudolf Tonković (15 februari 1971) is een voormalig Kroatisch handballer.

## Levensloop
Tonković werd op 12-jarige leeftijd actief in het handbal bij RK Radniku uit Velika Gorica. Op 16-jarige leeftijd maakte hij de overstap naar RK Zagreb Chromos, alwaar hij actief bleef tot 1991. Vervolgens kwam hij een seizoen uit voor RK Split en twee seizoenen voor RK Sisak. Vanaf 1994 speelde hij in het shirt van RK Karlovačku Banku en vanaf 1998 in dat van RK Varteks Varaždin. Hierop volgend kwam hij een seizoen uit voor het Italiaanse Pallamano Città Sant'Angelo en vervolgens voor het Israëlische Maccabi Petah Tikva. Vanaf 2001 kwam hij uit voor HC Eynatten en ten slotte voor Union Beynoise.
In 2003 werd hij verkozen tot handballer van het jaar.